# Naxos (isla)
Naxos (en griego, Νάξος, Náxos, AFI: [ˈnaksos]) es una isla griega del mar Egeo, que pertenece al archipiélago de las Cícladas. Tiene 428 km² y 14 000 habitantes, lo que le hace la más grande de las islas de las Cícladas. La capital es la ciudad de Naxos que tiene 2900 habitantes.

## Mitología

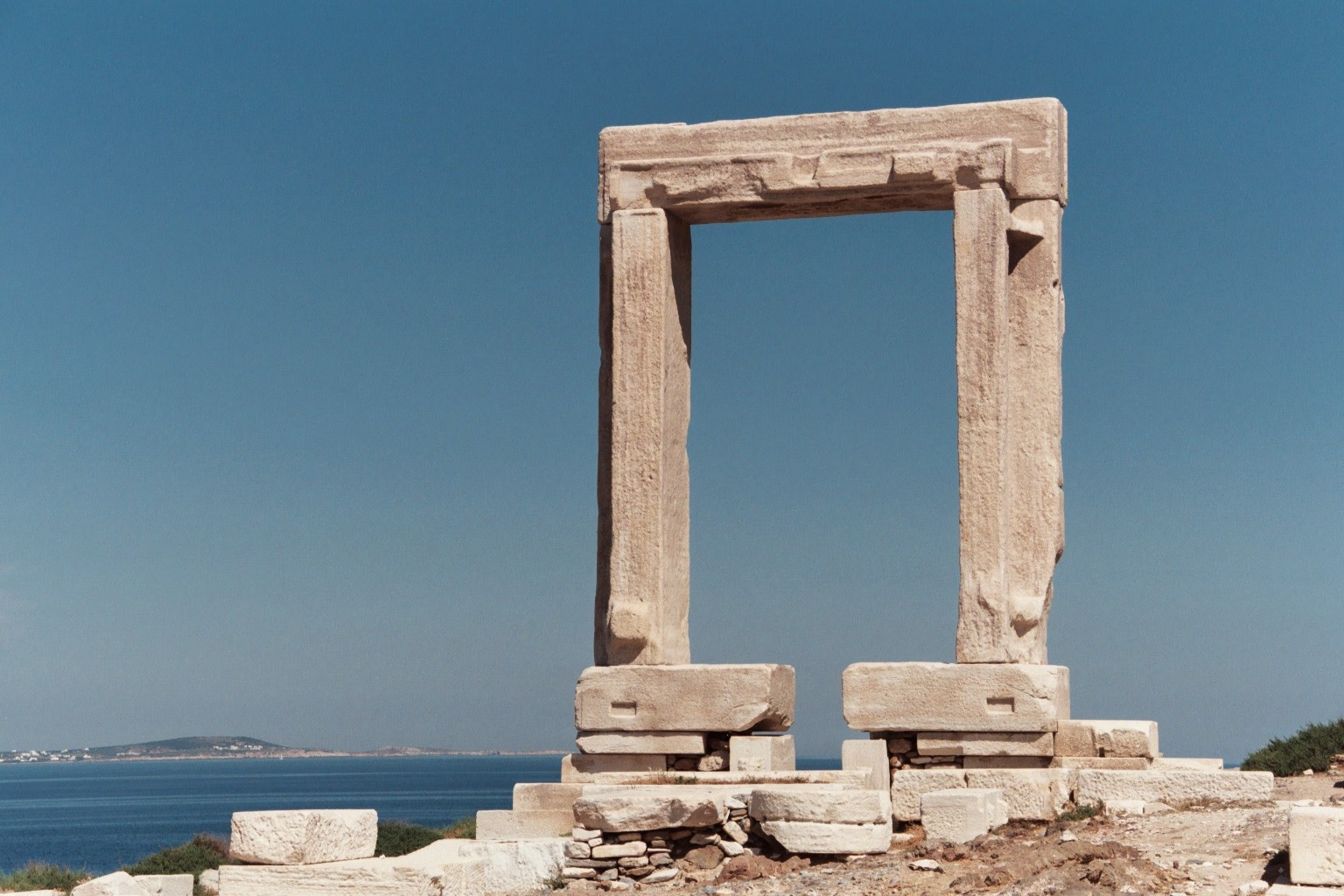
Vestigios de un templo arcaico (dedicado a Apolo).

En la mitología griega, según algunas leyendas relatadas por el pseudo-Apolodoro, es el lugar donde Teseo hace escala después de haber matado al Minotauro. Allí abandona a Ariadna, hija del rey Minos, que es recogida al día siguiente por Dioniso, y llevada enseguida a Lemnos.
En otra versión de la leyenda, relatada brevemente por Homero en la Odisea, Artemisa mata a Ariadna en «Dia, la isla bañada por ríos», que Diodoro Sículo asimila a Naxos, pero es más probable que sea la actual Día, a lo largo de la costa norte de Creta. Lo que sí es cierto es que la isla rendía culto a Dioniso, patrón de las viñas, que eran su principal cultivo.

## Historia

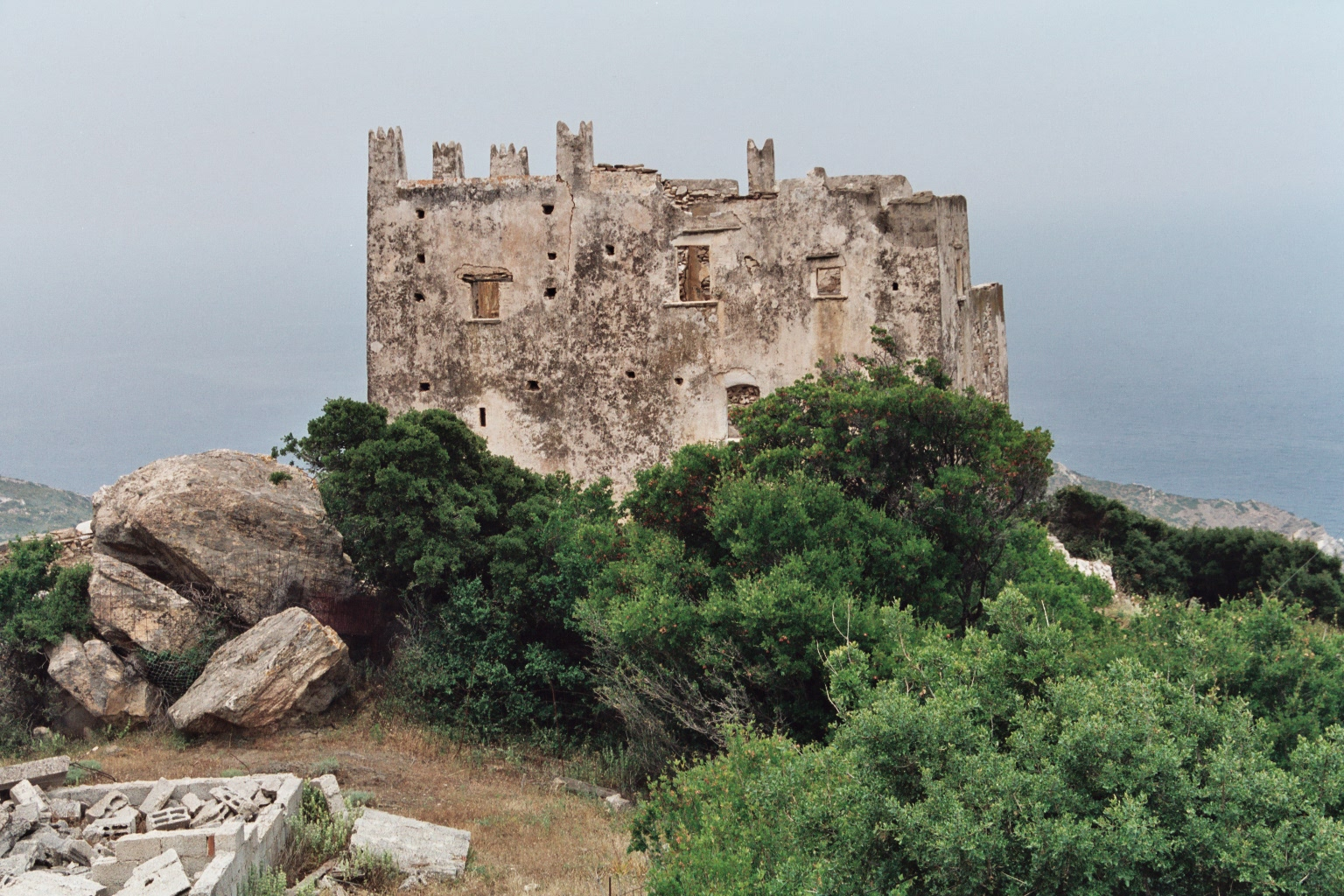
Fortaleza veneciana de Naxos.

Naxos estuvo habitada desde antes del final del primer periodo cicládico (antes del 2000 a. C.). Fue colonizada por los jonios en Época Arcaica. Rápidamente se hizo próspera.
Llegó al apogeo de su gloria en los siglos VII y VI a. C., en los que dominó, entonces, a todas las Cícladas.
Ofrendó la Esfinge de los Naxios en Delfos, y en Delos, los célebres leones de Naxos. En 500 a. C., los persas fracasaron en su intento de conquistar la isla, lo que marcó el fin de su expansión en Jonia. En 499 a. C., una nueva expedición persa fue organizada contra las Cícladas, con Aristágoras, gobernador de Mileto, a la cabeza. De nuevo, el asedio fracasó. A finales del siglo VI a. C., alcanzó su apogeo bajo el tirano Lígdamis, instalado allí según Heródoto, por Pisístrato. El historiador dice que en esta época, «sobrepasa a todas las otras islas en prosperidad»
En 491 a. C., durante la primera guerra médica, tuvo lugar la venganza persa: Naxos fue tomada por el general Datis, los habitantes que no pudieron huir fueron reducidos a la esclavitud, la ciudad y los templos fueron incendiados. Más tarde, los naxios se independizaron de los persas y en la batalla de Salamina aportaron cuatro trirremes a los griegos.
Tras la victoria, formó parte de la Liga de Delos. Muy rápidamente, se sublevó contra el imperialismo ateniense: en 468 a. C., Naxos hizo defección con su flota, y entonces fue sometida a asedio y tomada por Atenas, «contrariamente a la norma», según Tucídides (I, 98, 4). Los atenienses enviaron 500 clerucos (colonos) a la isla, tras el exilio de Tucídides, el adversario de Pericles, en 443 a. C.
En 338 a. C., es conquistada por los macedonios, y en 166 a. C. por los romanos.
En la Edad Media, como el resto de las Cícladas, la isla fue conquistada por los venecianos como resultado de la Cuarta Cruzada, en 1207. El veneciano Marco I Sanudo se convirtió en duque de Naxos. Construyó el fuerte que rodea a la ciudad vieja. Naxos estuvo en manos de los otomanos de 1579 a 1821.

## Excavaciones y restos arqueológicos
Naxos, floreciente en los siglos VII y VI a. C., fue explorada con particular éxito por Kondoleon. En la región interior, al sur del pueblecito de Sangri, existía un templo arcaico de Deméter y Perséfone (tenía planta cuadrada con 13 m de lado), que posteriormente fue integrado en una basílica del siglo V.
La antigua ciudad de Naxos coincidía en el nombre y en el emplazamiento con la pequeña ciudad actual. De la época arcaica se conservan, en la isleta anterior a Palati, los restos —un grandiosos portalón, entre ellos— de un templo jónico del siglo VI a. C. Identificado en 1924 por G. Welter como un hekatompedon (la cella tiene 30,50 m) y posteriormente excavado y estudiado por G. Gruben a partir de 1968. El templo, supuestamente dedicado a Apolo, era in antis en ambos frentes, mientras la cella se dividía en tres naves.
En los años 1960, Zaphiropoulos se ocupó de una necrópolis junto al poblado de Tsikalario, que había permanecido en uso desde la época geométrica hasta el siglo VII.
Kondoleon, en 1971, estudió la antigua ciudad de Naxos y la necrópolis de Aplomata, rica en esculturas cicládicas.
Entre varios materiales recuperados en los estratos arcaicos de Naxos y Paros merecen especial atención los numerosos documentos que atestiguan la habilidad de los escultores de estas islas.